# بادکند
بادکَند (به قرقیزی: Баткен، باتكەن) شهر کوچکی در جنوب‌غربی قرقیزستان است و در حاشیهٔ جنوبی درهٔ فرغانه واقع شده‌است. این شهر مرکز استان بادکند است. در سال ۲۰۰۹ میلادی مساحت این شهر ۲۰۵ کیلومتر مربع و جمعیت آن ۱۹٬۷۱۸ نفر بود. (هر دو شامل روستاهای بولاغ‌باشی، قزل‌یول و بازارباشی). جمعیت خود شهر ۱۳٬۴۳۵ نفر است.

## تاریخ
نام بادکند از زبان سغدی گرفته شده و به معنی «شهر باد» است.
در سال ۱۹۹۹ سه شهرستان غربی استان اوش از این استان جدا شده و استان بادکند را تشکیل دادند و شهر بادکند مرکز اداری این استان جدید شد که تازه‌ترین استان قرقیزستان است.
این اقدام پاسخی بود به نگرانی در مورد فعالیت‌های افراطی اسلام‌گرایان در مناطق همسایه اوش در تاجیکستان و ازبکستان که حضور مستقیم و کنترل بیشتر دولت در این منطقه کوهستانی و دورافتاده را می‌طلبید. فرودگاه بادکند این شهر را با بیشکک مرتبط کرده است. از سال ۲۰۰۰، یک دانشگاه کوچک نیز در بادکند بنیاد شده است.

## آب‌وهوا
آب‌وهوای بادکند سرد و استپی است. میانگین سالانه دما ۱۱٫۶ درجه سانتی‌گراد و بارش سالانه در آن در حدود ۳۶۷ میلی‌متر می‌باشد.
| داده‌های اقلیم بادکند                              | داده‌های اقلیم بادکند | داده‌های اقلیم بادکند | داده‌های اقلیم بادکند | داده‌های اقلیم بادکند | داده‌های اقلیم بادکند | داده‌های اقلیم بادکند | داده‌های اقلیم بادکند | داده‌های اقلیم بادکند | داده‌های اقلیم بادکند | داده‌های اقلیم بادکند | داده‌های اقلیم بادکند | داده‌های اقلیم بادکند | داده‌های اقلیم بادکند |
| ماه                                               | ژانویه               | فوریه                | مارس                 | آوریل                | مه                   | ژوئن                 | ژوئیه                | اوت                  | سپتامبر              | اکتبر                | نوامبر               | دسامبر               | سال                  |
| ------------------------------------------------- | -------------------- | -------------------- | -------------------- | -------------------- | -------------------- | -------------------- | -------------------- | -------------------- | -------------------- | -------------------- | -------------------- | -------------------- | -------------------- |
| میانگین بیش‌ترین °C (°F)                           | ۱٫۲ (۳۴)             | ۳٫۷ (۳۹)             | ۱۰٫۵ (۵۱)            | ۱۹٫۱ (۶۶)            | ۲۴٫۶ (۷۶)            | ۳۰٫۰ (۸۶)            | ۳۲٫۵ (۹۱)            | ۳۱٫۱ (۸۸)            | ۲۶٫۴ (۸۰)            | ۱۸٫۵ (۶۵)            | ۹٫۸ (۵۰)             | ۳٫۴ (۳۸)             | ۱۷٫۵۷ (۶۳٫۷)         |
| میانگین روزانه °C (°F)                            | −۲٫۸ (۲۷)            | −۰٫۵ (۳۱)            | ۵٫۸ (۴۲)             | ۱۳٫۳ (۵۶)            | ۱۸٫۰ (۶۴)            | ۲۲٫۶ (۷۳)            | ۲۴٫۹ (۷۷)            | ۲۳٫۲ (۷۴)            | ۱۸٫۳ (۶۵)            | ۱۱٫۸ (۵۳)            | ۴٫۸ (۴۱)             | −۰٫۳ (۳۱)            | ۱۱٫۵۹ (۵۲٫۸)         |
| میانگین کم‌ترین °C (°F)                            | −۶٫۷ (۲۰)            | −۴٫۷ (۲۴)            | ۱٫۲ (۳۴)             | ۷٫۶ (۴۶)             | ۱۱٫۵ (۵۳)            | ۱۵٫۲ (۵۹)            | ۱۷٫۳ (۶۳)            | ۱۵٫۴ (۶۰)            | ۱۰٫۳ (۵۱)            | ۵٫۱ (۴۱)             | −۰٫۱ (۳۲)            | −۴٫۰ (۲۵)            | ۵٫۶۸ (۴۲٫۳)          |
| بارندگی میلی‌متر (اینچ)                            | ۴۰ (۱٫۵۷)            | ۳۹ (۱٫۵۴)            | ۵۷ (۲٫۲۴)            | ۵۱ (۲٫۰۱)            | ۴۷ (۱٫۸۵)            | ۱۶ (۰٫۶۳)            | ۸ (۰٫۳۱)             | ۳ (۰٫۱۲)             | ۵ (۰٫۲)              | ۳۲ (۱٫۲۶)            | ۳۰ (۱٫۱۸)            | ۳۹ (۱٫۵۴)            | ۳۶۷ (۱۴٫۴۵)          |
| منبع: https://en.climate-data.org/location/28040/ |                      |                      |                      |                      |                      |                      |                      |                      |                      |                      |                      |                      |                      |